# Varese
Varese (lombardisch: Varés) ist eine  italienische Gemeinde, Hauptstadt der Provinz Varese im Nordwesten der Lombardei mit 78.818 Einwohnern (Stand 31. Dezember 2023) und seit 1998 Universitätsstadt (Università d’Insubria).

## Geografie
Die Stadt liegt östlich des Lago di Varese (lediglich die zu Varese gehörenden Orte Calcinate del Pesce und Schiranna liegen direkt am See auf 283 m ü. M.), nahe der Grenze zur Schweiz, zwischen Lago Maggiore und Comer See. Sie geht bis an den Fuß des Hausbergs Campo dei Fiori, der bis 1227 m ü. M. hinaufreicht. Die Stadt bedeckt eine Fläche von 54 km² auf einer Höhe von 382 m ü. M. Sie befindet sich etwa 55 km nördlich von Mailand.
Die Nachbargemeinden sind Arcisate, Azzate, Biandronno, Bodio Lomnago, Brinzio, Orino, Buguggiate, Cantello, Casciago, Castello Cabiaglio, Cazzago Brabbia, Galliate Lombardo, Gavirate, Gazzada Schianno, Induno Olona, Lozza, Luvinate, Malnate und Vedano Olona.

## Geschichte
Die Region ist seit etwa 3000 v. Chr. besiedelt. Der Name der Stadt leitet sich vermutlich von dem keltischen Wort vara (Wasser) her. Nacheinander herrschten hier Etrusker, Kelten, Römer und Langobarden, deren Reich 774 von Karl dem Großen erobert wurde. Varese selbst wird erst im Frühmittelalter als bescheidene Siedlung erwähnt, die damals zum Bistum Como gehörte und innerhalb der Contado del Seprio lag. Im Spätmittelalter teilte die Stadt die Schicksale des Herzogtums Mailand. Während des von 1117 bis 1127 dauernden Krieges zwischen Mailand und Como stand Varese auf Seite der Mailänder und wurde zweimal von durch Como entsandte Truppen erobert und geplündert. Mitte des 13. Jahrhunderts erlangte die Stadt ihre Autonomie, blieb aber unter dem Schutz des Erzbistums Mailand. 1302 war sie der erste Zufluchtsort von Matteo I. Visconti. Kaiser Ludwig IV. befestigte das Gebiet der Stadt, das daraufhin Lodrisio Visconti und Ende des 14. Jahrhunderts der Condottiere Facino Cane de Casale zum Lehen erhielt. Während der Mailänderkriege okkupierten und plünderten Schweizer Verbände von 1510 bis 1512 mehrmals Varese und dessen Umland. Mit dem Abschluss des Ewigen Friedens von 1516 endeten die Feindseligkeiten.
1538 erhielt Varese von Karl V. das Privileg, dass es nicht mehr als Lehen vergeben wurde. Von 1604 bis 1698 wurde auf der Anhöhe Velate der Sacro Monte di Varese erbaut, der sich zu einer Pilgerstätte entwickelte. Kaiserin Maria Theresia übergab die Stadt 1765 dem Herzog von Modena und Reggio, Francesco III. d’Este. Im Jahr 1859 fand im Zuge des Risorgimento und des Krieges zwischen Frankreich, Piemont und Österreich in der Nähe Vareses (deutsch veraltet: Väris) eine Schlacht zwischen den Truppen von Giuseppe Garibaldi und österreichischen Kräften unter Feldmarschall Karl von Urban statt. Nachdem die österreichischen Verbände dort geschlagen worden waren, stießen Garibaldis Freiwillige bis zum Gardasee vor. Dort kam es zu den entscheidenden Schlachten von Solferino und San Martino.
Nach dem vorübergehenden Zusammenschluss der lombardischen Provinzen mit dem Königreich Sardinien wurde die Gemeinde Varese mit 10.911 Einwohnern, die von einem zwanzigköpfigen Gemeinderat und einem vierköpfigen Stadtrat verwaltet wurde, auf der Grundlage der durch das Gesetz vom 23. Oktober 1859 festgelegten Gebietsaufteilung in das Mandamento I di Varese, circondario II di Varese, Provinz Como aufgenommen. Bei der Gründung des Königreichs Italien im Jahr 1861 hatte die Gemeinde 11.954 Einwohner (Volkszählung 1861). Nach dem Gemeindegesetz von 1865 wurde die Gemeinde von einem Bürgermeister, einer Junta und einem Rat verwaltet. Im Jahr 1867 wurde die Gemeinde in denselben Bezirk, Kreis und dieselbe Provinz eingegliedert.
Im Jahr 1924 wurde die Gemeinde in den Bezirk Varese der Provinz Como eingegliedert. Nach der Gemeindereform von 1926 wurde die Gemeinde von einem Podestà und einer Consulta verwaltet. Im Jahr 1927 wurde die Gemeinde der Provinz Varese zugeschlagen. Im Jahr 1927 wurden die aufgelösten Gemeinden Bizzozero, Bobbiate, Capolago, Induno Olona, Lissago, Masnago, Santa Maria del Monte, Sant’Ambrogio Olona und Velate zur Gemeinde Varese zusammengefasst (R. D. 24. November 1927, Nr. 2247). Im Jahr 1929 wurde ein Teil der aufgelösten Gemeinde Morosolo der Gemeinde Varese zugeschlagen, und ein Gebiet wurde von der Gemeinde Varese abgetrennt und der Gemeinde Casciago zugeschlagen (Königlicher Erlass Nr. 813 vom 28. März 1929). Nach der Gemeindereform von 1946 wurde die Gemeinde Varese von einem Bürgermeister, einer Junta und einem Gemeinderat verwaltet. Im Jahr 1950 wurde die oben erwähnte Gemeinde Induno Olona neu gegründet (Präsidialerlass Nr. 954 vom 25. Oktober 1950). 1971 hatte die Gemeinde Varese eine Fläche von 5.493 Hektar.

## Wirtschaft
Varese ist industriell geprägt; dazu gehörte früher vor allem Leder-, Textil- und Metallverarbeitung, heute insbesondere die Luftfahrt- und Elektroindustrie: die bedeutendsten Unternehmen sind Alenia Aermacchi (Flugzeugbau), AgustaWestland (Bau von Hubschraubern), Cagiva (Bau von Motorrädern) und die einstigen Ignis-Werke, gegenwärtig ein Tochterunternehmen von Whirlpool (elektrische Haushaltsgeräte).
Husqvarna, eine Tochter von KTM AG, baut sämtliche Motorräder an ihrem Standort in Varese ebenso wie der italienische Motorradhersteller MV Agusta.

## Verkehr
Varese hat gute Bahnverbindungen nach Mailand und ist in das Mailänder S-Bahn-System (Linie S 5) mit dichtem Taktverkehr eingebunden. Seit Januar 2018 besteht eine zusätzliche Zugverbindung auf der Bahnstrecke Mendrisio–Varese in die Schweiz. Über die Autostrada A 8 besteht auch auf der Straße eine gute Anbindung an die lombardische Hauptstadt.

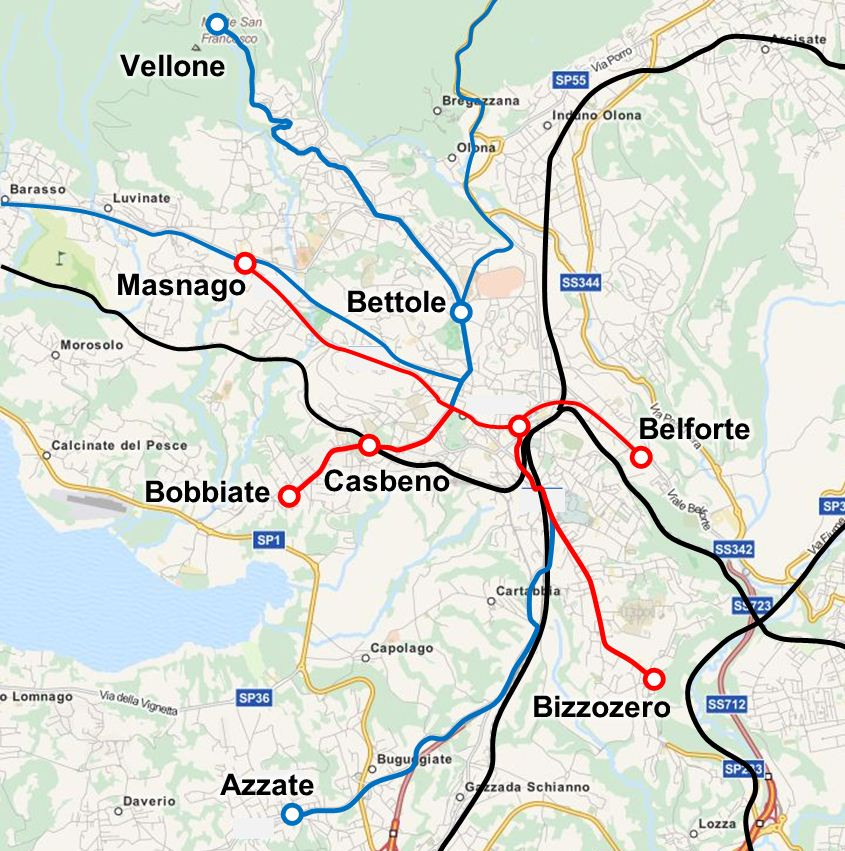
Von 1895 bis 1950 verfügte Varese über ein eigenes Straßenbahnnetz, das in seinem größten Ausbauzustand bis weit in das Umland reichte

Rund 10 Kilometer südöstlich befindet sich der Flugplatz Varese-Venegono, knapp 5 Kilometer westlich der kleine Flugplatz Varese-Calcinate del Pesce. Etwa 20 Kilometer (Luftlinie) südwestlich von Varese liegt der internationale Flughafen Mailand-Malpensa.

## Bildung
Die 1998 gegründete staatliche Università degli Studi dell’Insubria hat ihren Sitz in Varese und Como.
Seit 1983 besteht ein als Schule für Dolmetscher und Übersetzer gegründetes Institut, das 2002 als Universitätsinstitut anerkannt wurde. Seit 2003 firmiert es als Scuole Superiori per Mediatori Linguistici (SSML).
In Varese befindet sich auch eine Europäische Schule für die in Ispra gelegene Gemeinsame Forschungsstelle der Europäischen Kommission.

## Bevölkerung
| Bevölkerungsentwicklung | Bevölkerungsentwicklung | Bevölkerungsentwicklung | Bevölkerungsentwicklung | Bevölkerungsentwicklung | Bevölkerungsentwicklung | Bevölkerungsentwicklung | Bevölkerungsentwicklung | Bevölkerungsentwicklung | Bevölkerungsentwicklung | Bevölkerungsentwicklung | Bevölkerungsentwicklung | Bevölkerungsentwicklung | Bevölkerungsentwicklung | Bevölkerungsentwicklung | Bevölkerungsentwicklung |
| ----------------------- | ----------------------- | ----------------------- | ----------------------- | ----------------------- | ----------------------- | ----------------------- | ----------------------- | ----------------------- | ----------------------- | ----------------------- | ----------------------- | ----------------------- | ----------------------- | ----------------------- | ----------------------- |
| Jahr                    | 1754                    | 1805                    | 1853                    | 1861                    | 1871                    | 1881                    | 1901                    | 1921                    | 1931                    | 1951                    | 1971                    | 1991                    | 2001                    | 2011                    | 2021                    |
| Einwohner               | 5.743                   | 6.049                   | 10.676                  | 11.954                  | 12.605                  | 14.161                  | 17.666                  | 23.097                  | 41.889                  | 53.115                  | 83.239                  | 85.687                  | 80.645                  | 80.634                  | 80.039                  |

## Sehenswürdigkeiten
- Als sehenswert gelten die romanische Taufkirche aus dem 13. Jahrhundert und die um 1600 gebaute Basilika San Vittore.[4]
- Eine weitere Sehenswürdigkeit ist das Schloss Castello di Masnago aus dem 15. Jahrhundert, in dem sich seit 1981 das städtische Museum der modernen Kunst befindet: Civico Museo d’Arte Moderna e Contemporanea – Castello di Masnago.[5]
- In der Villa Mirabello aus dem 18. Jahrhundert befindet sich das Archäologische Museum.[6]
- Sehenswert ist auch die Villa Menafoglio Litta Panza oder Museo Villa e Collezione Panza (bedeutendes Museum für moderne Kunst, welches vom Sammler Giuseppe Graf Panza di Biumo in das Eigentum des FAI gestiftet wurde und u. a. Minimal Art von Dan Flavin oder Robert Irwin zeigt) mit dem dazugehörigen Garten.
- Der Palast Palazzo d’Este und die Giardini estensi, beide aus dem 18. Jahrhundert. Der Palazzo dient gegenwärtig als Rathaus der Stadt.[7]
- Die Kirche Sant’Antonio Abate, Werk des Archiektes Giuseppe Bernascone genannt il Mancino[8]
- Hauptsehenswürdigkeit der Stadt dürfte wohl  der Sacro Monte di Varese sein, der mit den anderen Sacri Monti (heilige Berge) der Lombardei und des Piemontes 2003 in die Liste der UNESCO als Weltkulturerbe aufgenommen wurde. Der Sacro Monte di Varese feierte im Jahr 2004 sein 400-jähriges Bestehen und gehört so mit seinen 14 Kapellen und dem Wallfahrtsort Santa Maria del Monte in die Zeit der Barock. Die Kapellen sind reich mit illusionistischen Fresken und farbigen lebensgroßen Terrakottafiguren ausgestattet, welche die Geschichte Mariens von der Verkündigung bis zur Himmelfahrt zeigen.
- Campo dei Fiori di Varese (1227 m ü. M.) ist der Hausberg im Norden der Stadt, Naturerholungsgebiet und seit 1984 ein Regionalpark. Zum 5,4 Quadratkilometer großen Park gehören die Punta Paradiso und der Monte Martica, die zweite Erhebung. Der Sitz der Parkverwaltung befindet sich in Brinzio.[9][10][11]
- Villa Toeplitz: Die Villa wurde im Jahre 1901 erbaut und ist nach dem polnischen Bankier Giuseppe Toeplitz benannt, der sie 1914 erwarb. Seit 1972 ist die Villa im Besitz der Stadt Varese. In der Villa selbst sind Institute der Universität Insubrien untergebracht, der weitläufige Park mit Teichen, Springbrunnen, Gartenpavillons und vielen seltenen Baumarten ist öffentlich zugänglich.[12]
- Villa Agosteo Cristina im Jugendstil[13]
- Die romanische Kirche Santo Stefano am Friedhof der Fraktion Bizzozero[14]

## Bilder

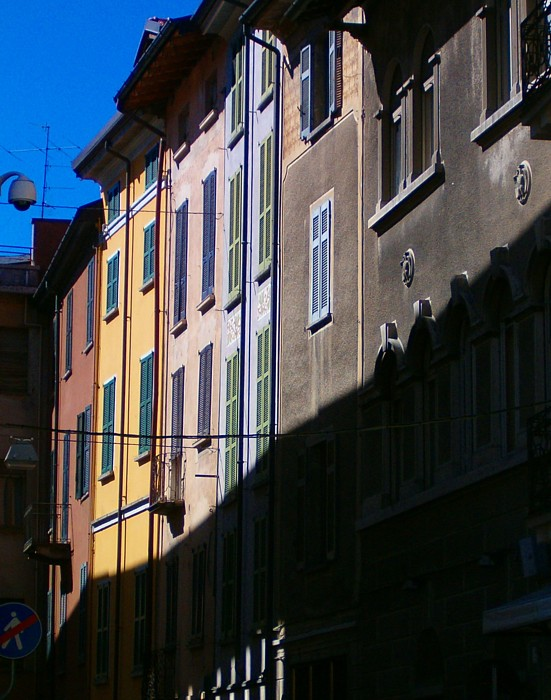
Historische Altstadt
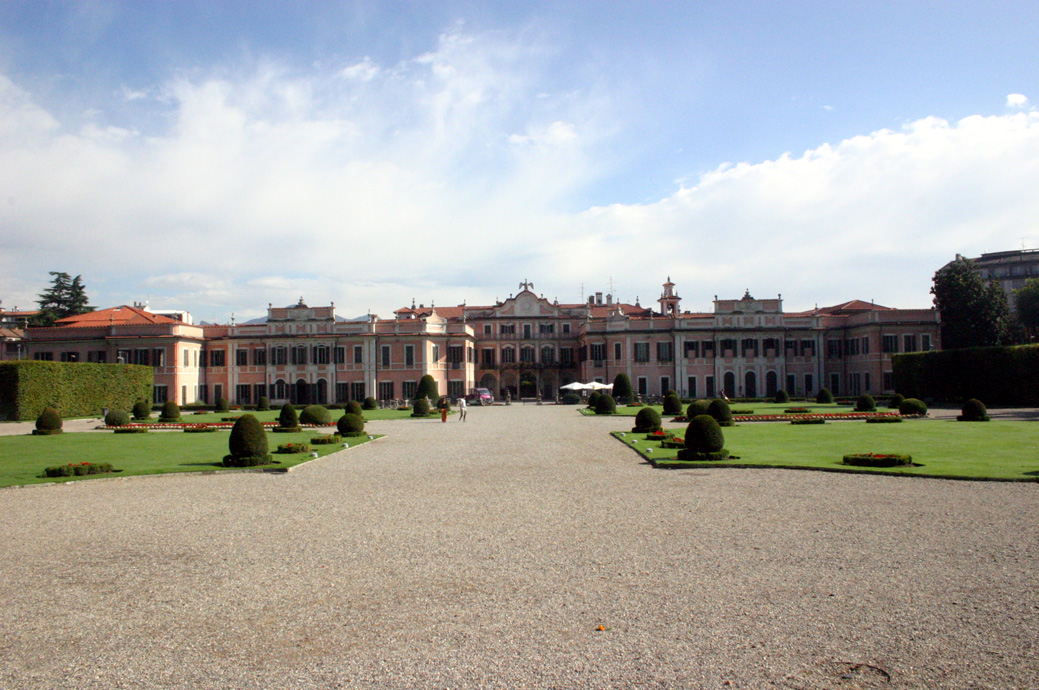
Palazzo Estense
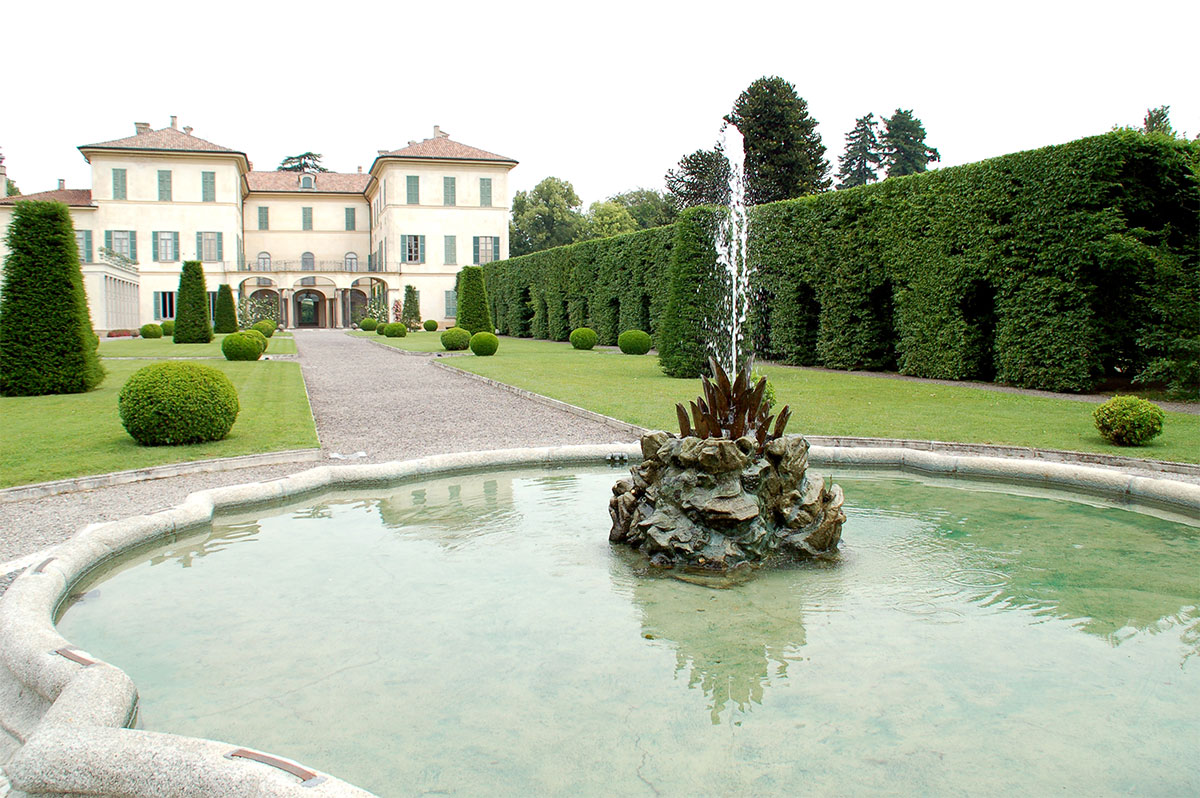
Villa Panza
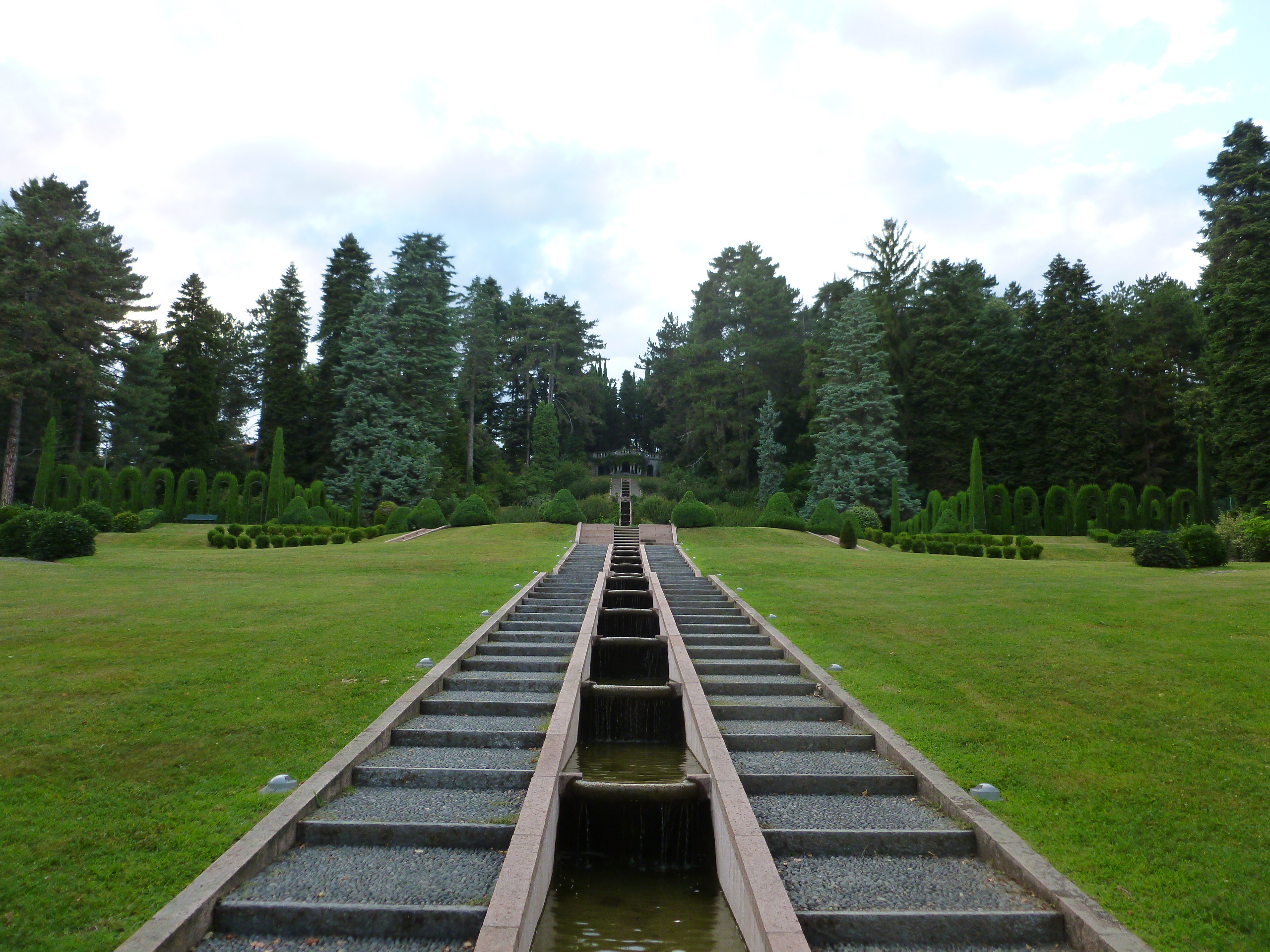
Wassertreppe im Garten der Villa Toeplitz
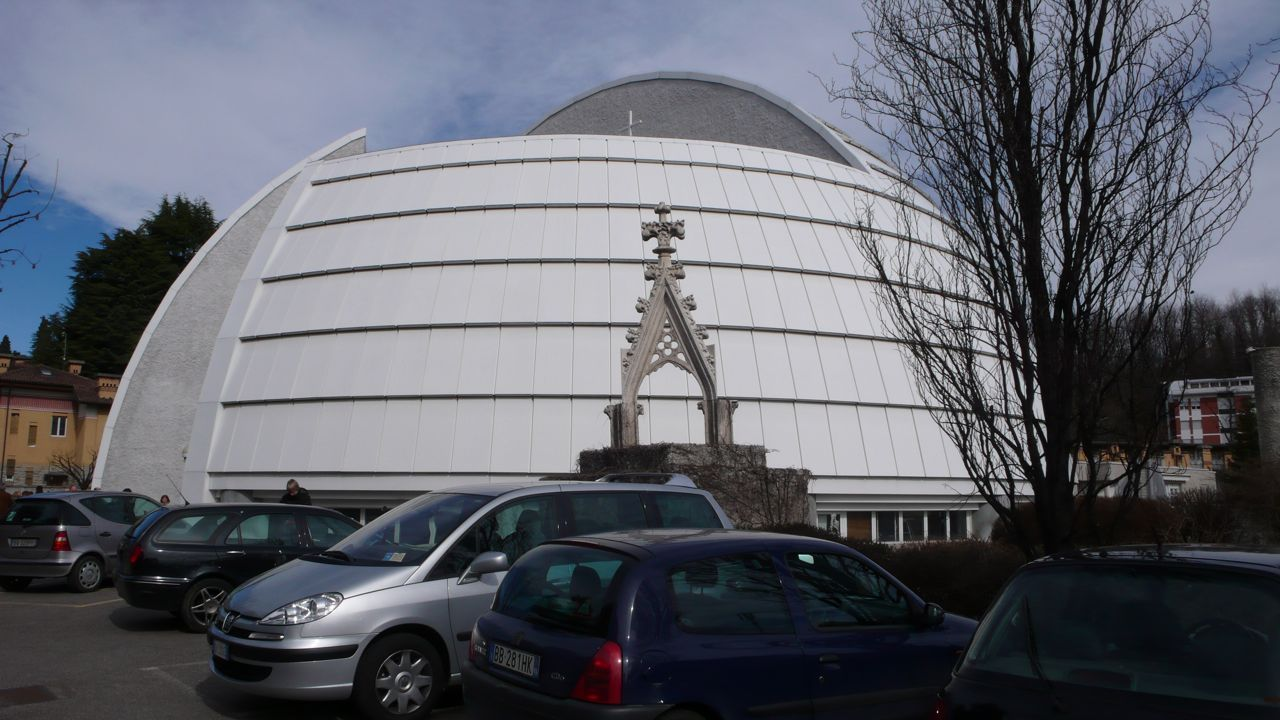
San Massimiliano Kolbe
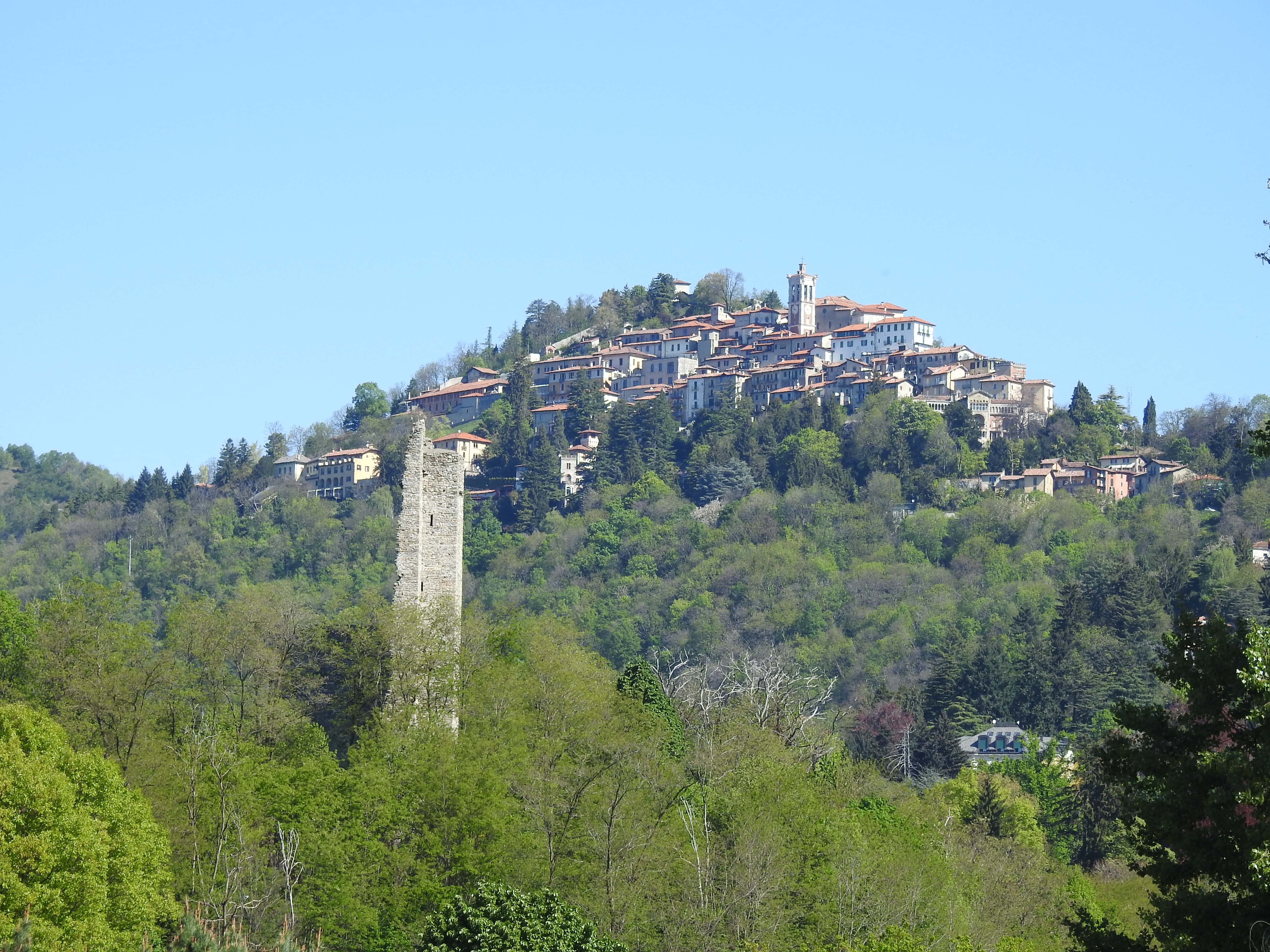
Santa Maria del Monte
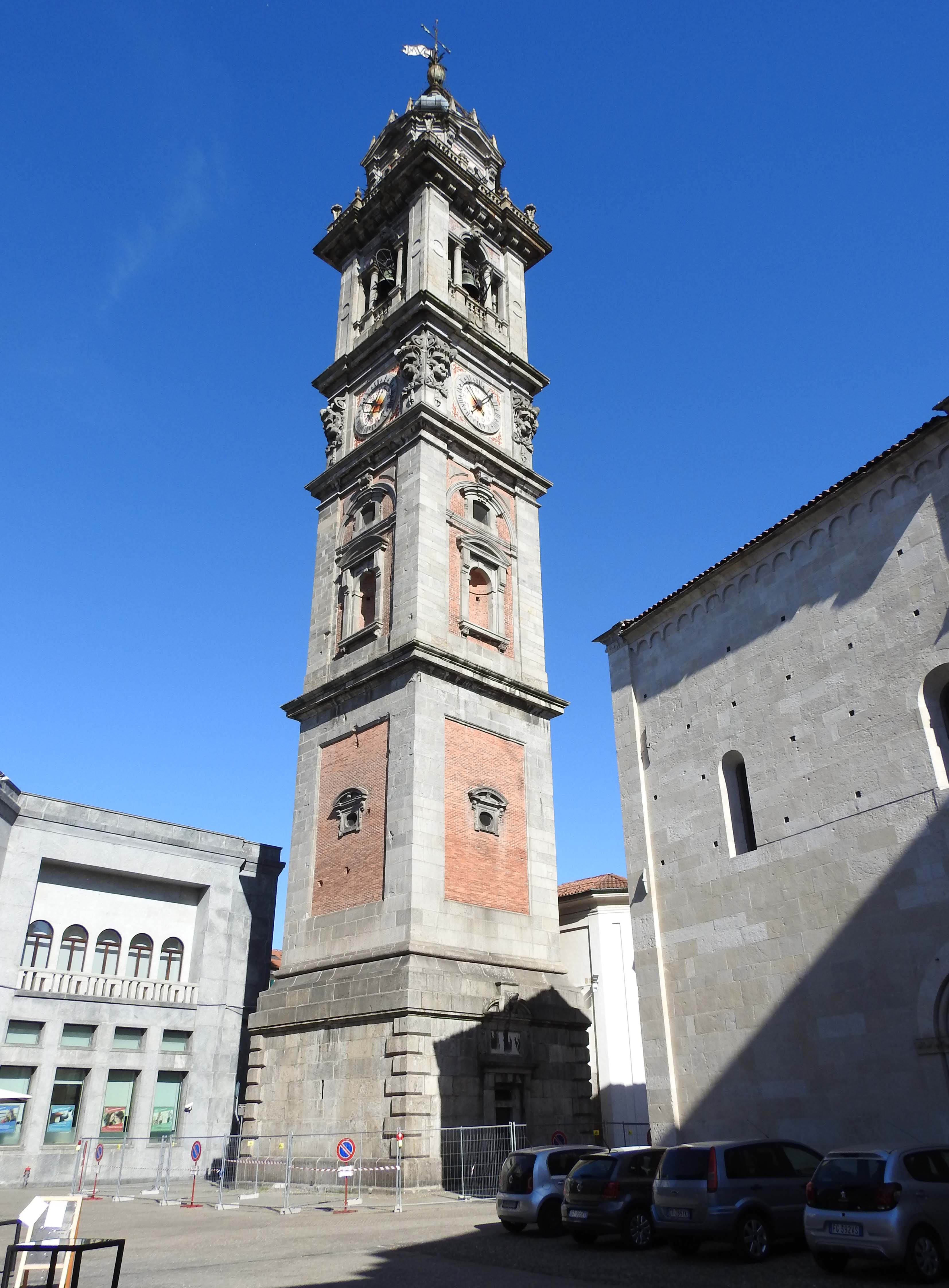
Campanile der Basilica San Vittore
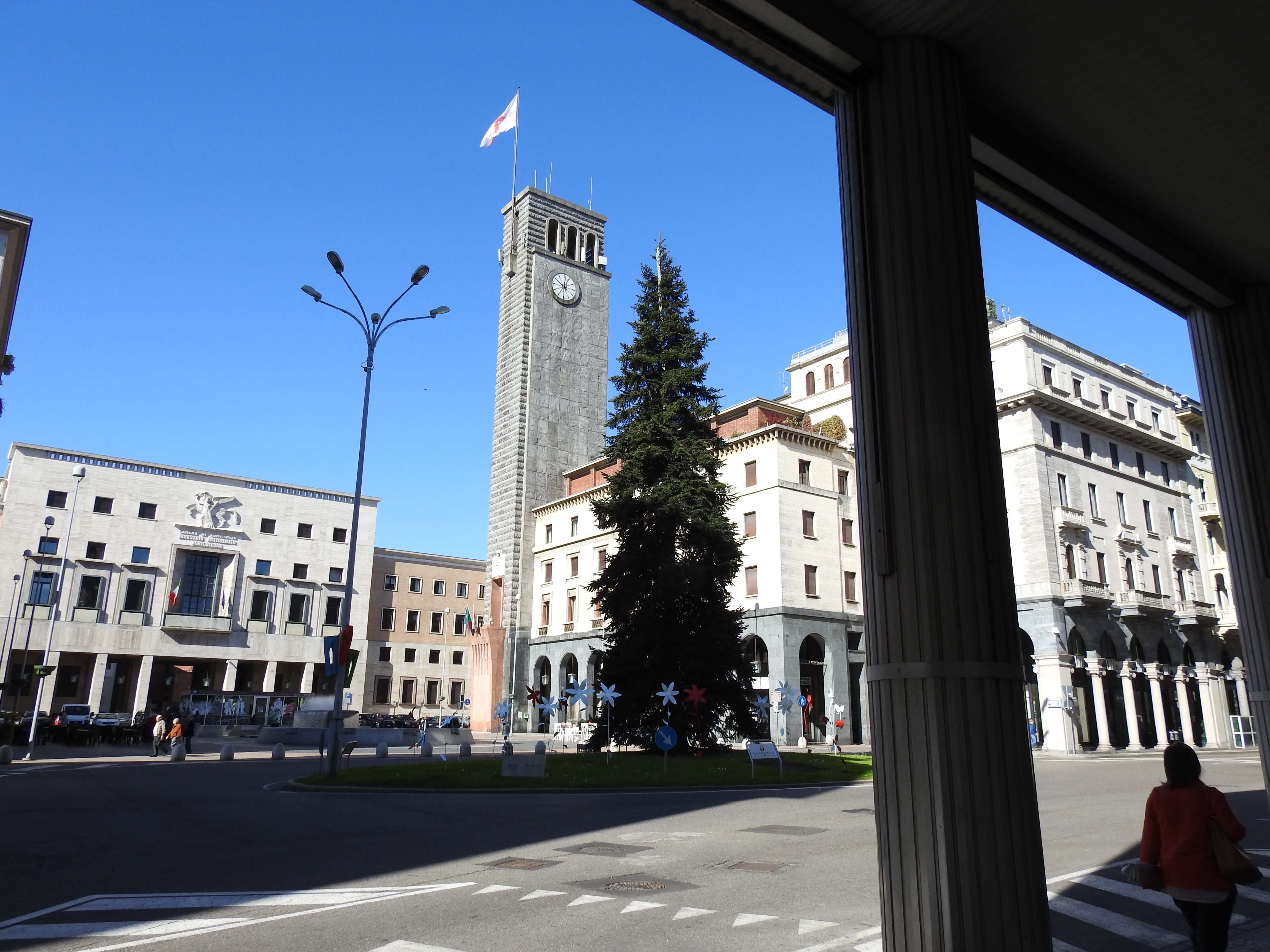
Piazza Monte Grappa mit Torre Civica

## Städtepartnerschaften
Varese unterhält Partnerschaften seit 2003 zur rumänischen Stadt Alba Iulia in Siebenbürgen und seit 1957 zur französischen Stadt Romans-sur-Isère in der Region Auvergne-Rhône-Alpes.

## Sport
Sowohl 1951 wie auch 2008 fand in Varese die UCI-Straßen-Weltmeisterschaft der Radrennfahrer statt. Mit dem Eintagesrennen Tre Valli Varesine wird seit dem Jahr 1919 jährlich ein Straßenradrennen auf den Hügeln der Stadt ausgetragen. Mit der Lombardei-Rundfahrt startete in den Jahren 1995 bis 2001 und 2007 bis 2009 eines der fünf Monumente des Radsports in Varese. Der Giro d’Italia, das größte und wichtigste italienische Etappenrennen, gastierte acht Mal in Varese.
Pallacanestro Varese war in den 1970er-Jahren der dominierende Verein im europäischen Basketball und gewann fünfmal den Landesmeisterpokal. Seit 2009 spielt er wieder in der Serie A. Außerdem ist der Fußballverein Varese Calcio SSD hier ansässig.
Die Ruder-Europameisterschaften 2012 fanden auf dem Lago di Varese statt.

## Persönlichkeiten
Bekannte Persönlichkeiten der Stadt sind in der Liste von Persönlichkeiten der Stadt Varese aufgeführt.

### Ehrenbürger
Am 6. Juni 2013 entschied der Gemeinderat von Varese mit der Mehrheit von Lega Nord und PdL, dem ehemaligen Diktator Benito Mussolini die 1924 verliehene Ehrenbürgerschaft zu belassen.